# 池内淳子
池内 淳子（いけうち じゅんこ、1933年（昭和8年）11月4日 - 2010年（平成22年）9月26日）は、日本の女優。

## 来歴

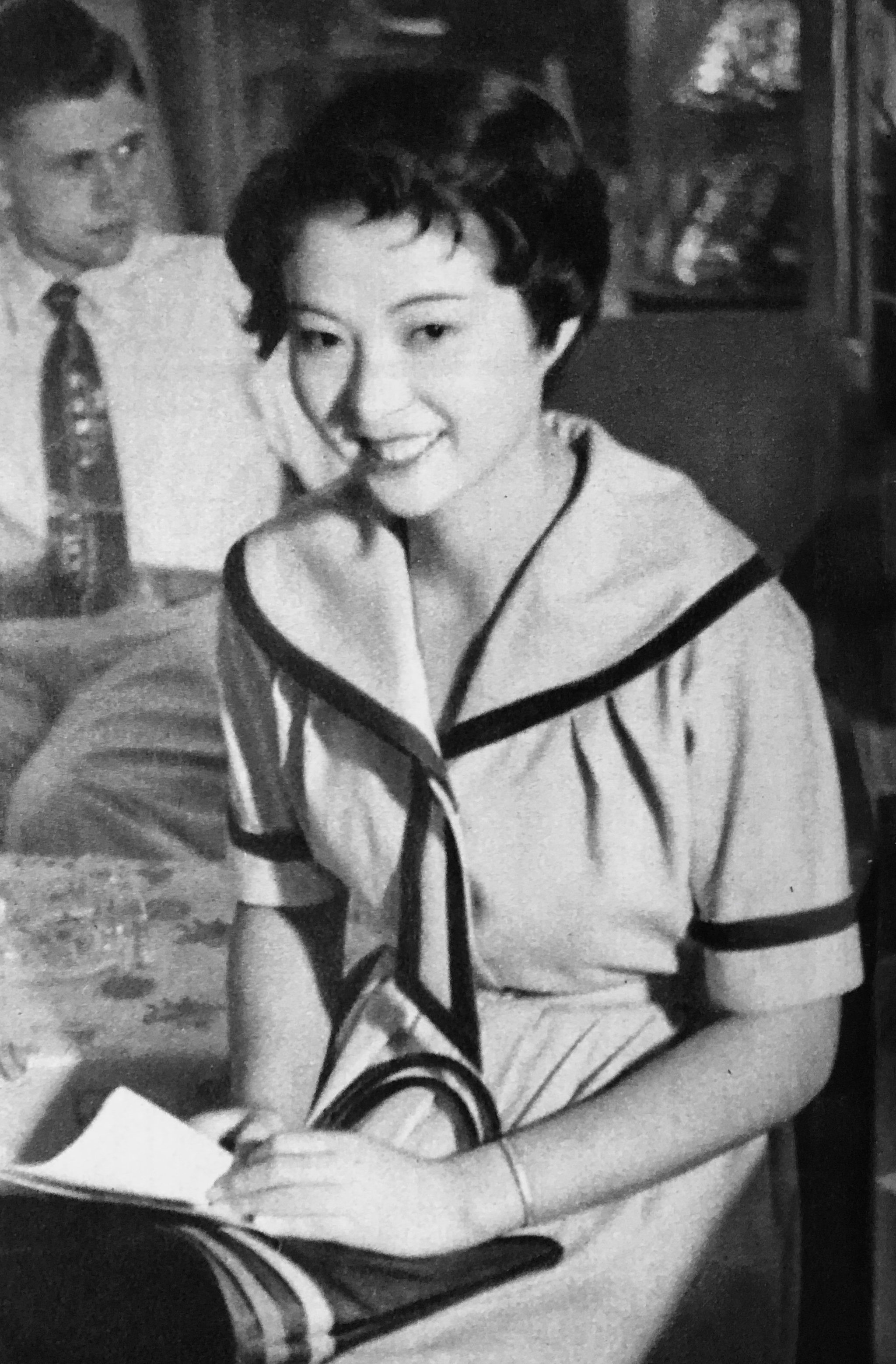
1954年

東京市本所区東両国（現：東京都墨田区両国）の塩物問屋の長女として生まれる。幼稚園はトモエ学園に通う。
1952年（昭和27年）、十文字高等学校卒業後、日本橋三越への入社試験に受かるも親の反対に遭う。しかし祖父の許しを得て無事に入社、配属された呉服売り場に後の女優・前田通子もおり、そこで2人の美貌が評判となる。1年余り勤めたのちに退社し、花嫁修業のため和裁と料理の学校（日本女子割烹専修学校（現：池袋調理師専門学校））へ通った。
1954年（昭和29年）、週刊芸能誌『サンケイグラフ』の第2回「カバーガール」に応募。同年9月10日に新東宝本社で開かれた選考委員会で1位に輝く。『サンケイグラフ』は新東宝撮影所へ池内を推薦。関係者の目にも留まり、同社へ入社した。偶然にも前田と再会した。

### 映画界へ

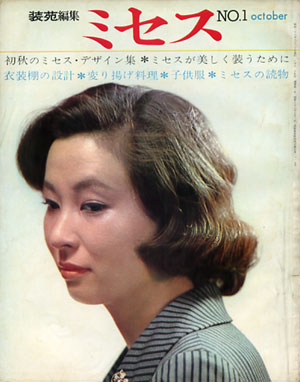
池内淳子（1961年）

1955年（昭和30年）、『皇太子の花嫁』で映画デビュー。続く清水宏監督の『次郎物語』で姉役を演じ注目される。以来池部良、宇津井健の相手役として多くの作品に出演する。
1956年（昭和31年）、『新妻鏡』で初主演。久保菜穂子、三ツ矢歌子と共に「新東宝現代劇の女優三羽烏」として脚光を浴びる。その間、俳優の柳沢真一と結婚。
1957年（昭和32年）、映画界を引退、翌年に離婚。
1960年（昭和35年）、『花嫁吸血魔』（並木鏡太郎監督）で映画界復帰。
映画出演と平行してTVドラマ『今日を生きる』、『日日の背信』（丹羽文雄原作、共演：原保美）などに主演（後者は昼ドラマにもかかわらず驚異的な高視聴率を記録、人気女優として名を轟かす）。
1961年（昭和36年）8月末日、新東宝は負債総額7億8千万円（当時）を抱えて倒産。東京映画へ移籍。『社長シリーズ』、『駅前』シリーズ、『花影』、『けものみち』などに出演。

### テレビ界へ
1962年（昭和37年）、「よろめきドラマ」（現在の不倫ドラマ）には欠かせない存在として人気を集め、「日本放送作家協会女性演技者賞」を受賞。お嫁さんにしたい女優でも上位にランクインし、人気・演技力ともテレビ女優ナンバー1の地位を確立した。中でも『女と味噌汁』シリーズは毎回高視聴率を誇り、代表作となった。
1966年（昭和41年）3月、「第8回マルデルプラタ映画祭」出席のため、南米アルゼンチンを訪問。
1974年（昭和49年）、日本テレビとテレビドラマ出演のための専属契約を結ぶ（特例条件としてTBS『東芝日曜劇場』と映画の出演は可）。この契約は1980年（昭和55年）まで続いた。
2002年（平成14年）、紫綬褒章を受章。
2007年（平成19年）4月、舞台『三婆（さんばば）』の地方公演中に胸の違和感を訴えて検査入院した処、間質性肺炎、胸水貯留、肺腫瘍の診断が下され、約3か月の安静加療が必要となった。そのため、同年5月25日から予定されていた『怪談牡丹燈籠』の全国公演の降板を発表（代役は水谷八重子）。同年6月に一旦退院、8月中旬からは民放の単発ドラマで仕事復帰していた。
2008年（平成20年）4月、春の叙勲での旭日小綬章授与が日本政府より伝達された。2009年11月、天皇陛下御在位二十年記念式典に出席した。同式典において、明仁天皇(当時)と美智子皇后(当時)が関心を持つ分野の代表者の一人として、池内が紹介された。
2010年（平成22年）5月16日まで、名古屋の中日劇場で舞台『三婆』に出演していたが、その後再入院。約4ヶ月後の同年9月26日午後4時21分、肺腺癌のため東京都内の病院で死去。76歳没。テレビドラマの遺作は、同年1月11日にTBSテレビで放送された『Wの悲劇』。

## 人物・エピソード
和服の似合う上品な美貌の持ち主として、1960年代から1980年代まで「テレビドラマの女王」として君臨。血液型はO型。日本舞踊水木流家元栗島すみ子の弟子であり、名取「水木紅澄」でもある。
テレビドラマで毎作20%以上の視聴率を獲るために「20%女優」と言われ、花柳界を生きる芸者、愛人、妾、未亡人、認知症の女性などアンニュイな役から、白割烹着が似合う健気で爽やかなお母さん役まで自在に演じた。
また、橋田壽賀子・石井ふく子両氏の関連作品には、主演・助演関わらず多く出演していた。
2010年（平成22年）の池内の逝去時には、その報を受け、大空眞弓は「お別れが早すぎます」と哀悼の辞を述べ、黒柳徹子は「山岡久乃さん（1999年死去）と3人で一緒に老人ホームに入ろうね、って約束してたのに」とコメント。池内の誕生日でもあった同年11月4日、芸能界仲間が多数参列の「お別れの会」が行われ、プライベートでも『お姉ちゃん』と呼び慕い、実の姉妹の様に仲が良く池内の親族と共に臨終も看取った長山藍子が世話人を務めたほか、友人代表として挨拶も行っている。「お別れの会」には佐久間良子、八千草薫、三田佳子、司葉子、淡島千景、水谷八重子、坂口良子、賀来千香子、石田ひかり、菅野美穂、宇津井健、中田喜子、野村真美、藤田朋子、小林綾子、沢田雅美、赤木春恵、前田吟、井上順、田中健、水野哲、森宮隆、徳重聡、松村雄基、石倉三郎、江原真二郎、中原ひとみ、朝丘雪路、三浦友和、高橋英樹、石井君子、清水曙美、鴨下信一、石井ふく子らが参列した。
プロ野球東京讀賣巨人軍のファンであることでも知られ、『ミスター・ジャイアンツ 勝利の旗』（東宝映画）では川上哲治、長嶋茂雄、王貞治ら当時の巨人軍のスター選手と共演したこともある。旧後楽園球場、東京ドームの年間ボックスシートを購入していたほどのファンだった。生前は大の愛煙家でもあった。
1965年（昭和35年）の女優復帰作『花嫁吸血魔』で、毛むくじゃらの怪物に変身する悲劇の美女を変身後の姿まで演じた。この作品は、1980年代に名画座で度々上映され、ファンの間では、「結婚に反対した新東宝社長の大蔵貢から冷遇され、復帰後は不本意な役も泣く泣く引き受けなければならなかった」などとまことしやかな噂が立ったが、小林悟監督によるとこのような役回りは当時の新東宝の「エログロ路線」的には特別なことではなく、池内に限ったことではなかった。石川義寛監督は、「本当に嫌がらせをするなら映画に出さない」としてこの噂を否定している。同じ新東宝の俳優だった高橋勝二によると、当時池内はあまり目立った娘ではなく、高橋はそのような嫌がらせはなかったと証言している。池内の新東宝復帰は近江俊郎の口添えを基に大蔵社長の許可を得て成ったものであり、池内は1978年（昭和53年）の大蔵社長死去時には葬儀に参列している。

## 出演

### 映画

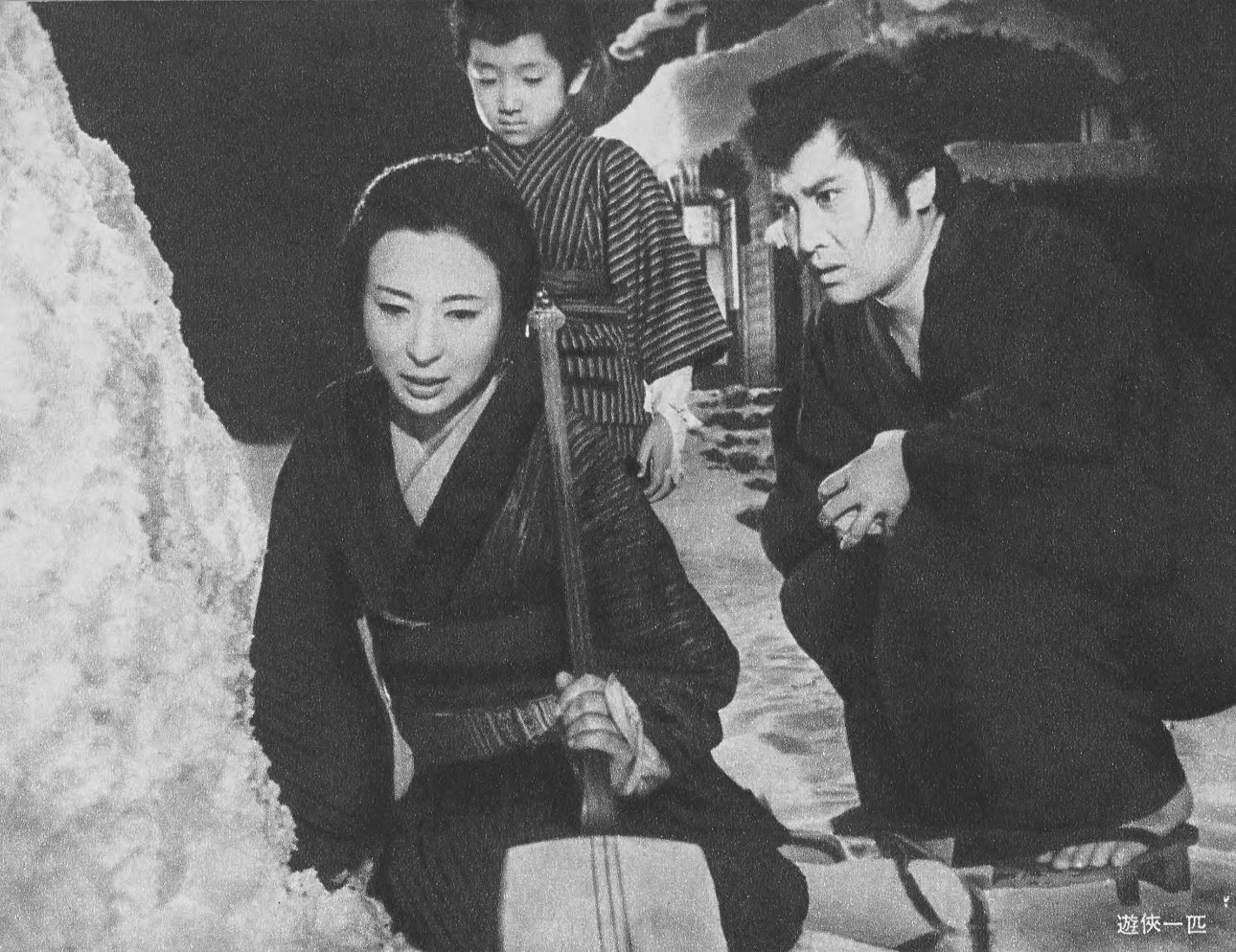
『沓掛時次郎 遊侠一匹』（1966年）

- スーパージャイアンツ（『鋼鉄の巨人』・『続鋼鉄の巨人』）（1957年）
- 女吸血鬼（1959年）
- 東海道四谷怪談（1959年）
- 花嫁吸血魔（1960年） - 白井藤子 役
- 太陽と血と砂（1960年）
- 花影（1961年）- 足立葉子 役
- 恋愛ズバリ講座（1961年）農村の娘
- セクシー地帯（1961年） ル・フランセスの女秋子
- 青べか物語（1962年）五郎さんの二番目の花嫁
- 喜劇 駅前温泉（1962年） - 染太郎 役
- 夢で逢いましょ（1962年） - 河辺美樹 役
- 忠臣蔵 花の巻・雪の巻（1962年）- お文 役
- 河のほとりで（1962年）- 武原信子 役
- 喜劇 駅前飯店（1962年） - 染太郎 役
- 社長漫遊記（1963年） - 北九州の芸者・〆奴 役
- にっぽん実話時代（1963年）
- クレージー作戦 先手必勝（1963年）
- 喜劇 とんかつ一代 (1963年、東京映画)
- 台所太平記（1963年） - 鈴 役
- 喜劇 駅前茶釜（1963年） - 芸者・染太郎 役
- 秘剣 - 三輪 1963.08.31
- みれん（1963年） - 相沢知子 役
- 社長紳士録（1964年） - 鹿児島の芸者・はま勇 役
- 喜劇 駅前女将（1964年） - 染太郎 役
- 喜劇 駅前怪談（1964年） - 染太郎 役
- 喜劇 駅前音頭（1964年） - 染子 役
- 甘い汗（1964年） - さと子 役
- 喜劇 駅前天神（1964年） - 染子 役
- 社長忍法帖（1965年） - 芸者・鈴千代 役
- 喜劇 駅前医院（1965年） - 染子 役
- 喜劇 駅前金融（1965年） - 石内染子 役
- 四谷怪談（1965年） - おそで 役
- けものみち（1965年） - 成沢民子 役
- 社長行状記（1966年） - 芸者・一二三 役
- 何処へ（1966年） - 芸妓・才太郎 役
- 沓掛時次郎 遊侠一匹（1966年） - おきぬ 役
- 青春太郎（1967年） - 大文字悦子 役
- 喜劇 駅前百年（1967年） - 染子 役
- 駅前満貫（1967年） - 染子 役
- 続・何処へ（1967年） - 三島洋子 役
- 喜劇 駅前探検（1967年） - 池ノ内染子 役
- 喜劇 駅前学園（1967年） - 池沢染子 役
- 颱風とざくろ（1967年） - 川村民子 役
- 女と味噌汁（1968年） - 室戸千佳子（てまり） 役
- 喜劇 駅前火山（1968年） - 森田純子 役
- 若者よ挑戦せよ（1968年） - 佐々木ユキ 役
- 喜劇 駅前開運（1968年） - 池田染子 役
- 喜劇 駅前桟橋（1969年） - お玉 役
- 新選組（1969年） - お雪 役
- 二人の恋人（1969年） - 青木夏子 役
- 水戸黄門漫遊記（1969年） - 久之市たか 役
- 社長学ABC（1970年） - 細川庄子 役
- 男はつらいよ 寅次郎恋歌（1971年） - 六波羅貴子 役
- 道（1986年） - 田島芳子 役
- 虹の橋（1993年） - 糸栄 役
- 同窓會（2004年） - 松元初恵[要出典]

### テレビドラマ
※著作者表記別
NHK総合
- 虹の設計 - 篠原小夜 役
- 大河ドラマ
  - 国盗り物語（1973年） - お万阿（妙鴦尼） 役
  - 利家とまつ〜加賀百万石物語〜（2002年） - ふく 役
- 銀河テレビ小説
  - もず（1980年） - すが子 役
  - 幸福戦争（1984年） - 大里福子 役
- 魚河岸ものがたり - 吾妻恭子 役
- 連続テレビ小説
  - ひらり（1992年） - 明子 役
  - 春よ、来い（1995年） - 野波ヒナ 役
  - 天うらら（1998年） - 大滝ハツコ 役
- 素敵に女ざかり ルームメイツ（1996年） - 潮田待子 役
- とおりゃんせ　深川人情澪通り /めぐり逢い（1996年） - お梶 役
- 緑のクリスマス（2002年） - 竹原ゆい子 役
- 麻婆豆腐の女房 - 樋口美佐子 役
- 転がしお銀 - お安 役 （2003年）
- ねばる女 - 原口時江 役 （2004年）
- ディロン〜運命の犬 - 里中美佐江 役 （2006年）
- ディロン〜運命の犬ふたたび（2008年9月） - 里中美佐江

日本テレビ系列
- 虞美人草（1961年）
- 花しぼり（1967 - 1968年） - 大川圭子
- 月曜スター劇場
  - つくし誰の子（1971 - 1975年） - 夏目遊
  - ひまわりの詩（1975 - 1976年） - 小沢雪
  - ひまわりの道（1976 - 1977年） - 磯村（太田）真紀 役
  - ひまわりの家（1977 - 1978年） - 笹岡真紀 役
  - あすなろの詩（1978 - 1979年） - 宮坂夕子 役
  - おだいじに（1979 - 1980年） - 浅倉節子 役
- よみうりテレビ制作月曜10時枠連続ドラマ
  - ひょうたん通り（1974年）
- 金曜劇場
  - あやとり（1974年）
- 火曜劇場
  - 夏の影（1975年） - 岡島綾乃 役
  - 幸福のとき（1977年） - 柏木俊子 役
  - 白足袋の女（1978年） - 篠原まつ 役
- オレ達全員奈津子の子（1982年） - 奥村奈津子 役
- 君だけに愛を - 村上淑子 役
- 明日はアタシの風が吹く（1989年） - 庄司頼子 役
- 火曜サスペンス劇場
  - 『署名のない風景画』（1986年7月、彩の会） - 主演・市村多恵 役
  - 『遠ざかる声』（1987年8月、彩の会） - 主演・川辺充子 役
  - 『長く暑い夏の一日』（1988年8月、彩の会） - 主演・尾津正子 役
  - 『過去からの殺人者』（1989年11月7日、テレパック） - 主演・木元文子 役
  - 『小京都ミステリー27』（2000年1月） - 桜木和枝 役
  - 『取調室17』（2002年8月17日放送） - 小宮山麻美 役
- 水曜グランドロマン
  - 『女たちの百万石』（1988年10月12日・19日） - 細川ガラシャ 役
- DRAMA COMPLEX
  - 『妻の秘密・夫の不貞・姑の見栄』（2006年3月14日） - 松原由布子 役
- 演歌の女王（2007年） - 田丸道代 役

読売テレビ
- 渇愛（1976年） - 高辻三重 役
- 木曜ゴールデンドラマ
  - 『娘からの宿題』（1990年9月）

テレビ朝日系列
- 大忠臣蔵（1971年） - 夕霧 役
- はぐれ刑事純情派
  - （1996年） - 太田京子 役
  - 新春SP（2002年） - 上原葉子 役
- 弟（2004年） - 石原光子 役
- 松本清張 点と線（2007年） - 鳥飼つや子 役
- 松本清張生誕100年スペシャル・夜光の階段（2009年） - 中山早苗 役
- 土曜ワイド劇場
  - 『50億を相続する女』（2003年） - 宇佐美弥生 役
  - 『家政婦は見た!24』（2006年） - 松川茂子 役

朝日放送
- 必殺シリーズ
  - 『必殺スペシャル・秋 仕事人vs仕事人 徳川内閣大ゆれ! 主水にマドンナ』（1989年） - 折笠佐和 役

TBS系列
- 松本清張シリーズ・黒い断層「地方紙を買う女」（1960年10月） - 潮田芳子 役
- 雨あがる（1961年8月） - 三沢たよ 役
- 雪国（1962年） - 駒子 役
- おかあさん 第139回「あなたを呼ぶ声」（1962年）
- ただいま11人（1964 - 1967年） - 孝子 役
- 東芝日曜劇場（TBS）
  - 第195回「刺客」（1960年）
  - 第206回「木更津河岸」（1960年）
  - 第207回「胎動期」（1960年）
  - 第211回「赤さび」（1960年）
  - 第220回「悪人往生」（1961年）
  - 第226回「露草のように」（1961年）
  - 第230回「カミさんと私6」（1961年）
  - 第305回「しじみ河岸」（1962年）
  - 第332回「通夜の客」（1963年）
  - 第348回「続・東京一淋しい男」（1963年）
  - 第356回「かげろうの日記遺文」（1963年）
  - 第372回「女と足袋」（1964年）
  - 第391回「女の気持」（1964年）
  - 第405回「いくじなし」（1964年）
  - 第416回「父と子たち」（1964年）宇野重吉、高橋幸治・石坂浩二：共演
  - 第441回「あたしとあなた その3 夫よりも妻よりも」（1965年）
  - 「女と味噌汁」(1965年 - 1980年まで計38回) - 室戸千佳子（てまり） 役
  - 第453回「花火」（1965年）
  - 第497回「牛乳とブランデー」（1966年）
  - 第516・517回「葛飾の女」（1966年）
  - 第560回「脱出」（1967年）
  - 第573回「夜の波」（1967年）
  - 第588・589回「おさん茂兵衛」（1968年）
  - 第602回「姫百合」（1968年）
  - 第617回「染め川」（1968年）
  - 第623回「女房の眼鏡」（1968年）木村功：共演
  - 第636回「化粧」（1969年）
  - 第653回「愛」（1969年）
  - 第658回「かたづかないわ」（1969年）芦田伸介：共演
  - 第672回「一本刀土俵入り」（1969年）
  - 第675回「一人と一人で」（1969年）
  - 第681回「春よこい」（1969年）
  - 第689回「ありがとう私をお嫁さんにしてくれて…」（1970年）
  - 第693回「しぐれ茶屋おりく」（1970年）
  - 第701回「五月の肌着」（1970年）
  - 第702回「夫唱婦和」（1970年）
  - 第703回「娘と嫁と」（1970年）
  - 第704回「流氷の原」（1970年）木村功、夏桂子：共演
  - 第709回「魔笛」（1970年）
  - 第712回「酒場の扉」（1970年）
  - 第725回「しぐれ茶屋おりく その2」（1970年）
  - 第731回「あたしとあなた その12 妻のお値段」（1970年）
  - 第740回「しぐれ茶屋おりく その3」（1971年）
  - 第746回「紬の里」（1971年）宇津井健：共演
  - 第757回「鶴は帰りぬ」（1971年）吉永小百合：共演
  - 第769回「妻の季節」（1971年）
  - 第782回「夫婦」（1971年）渥美清：共演
  - 第796回「もうひとつの愛」（1972年）
  - 第801回「わが街」（1972年）東芝日曜劇場800回記念番組
  - 第814回「寿入場券」（1972年）
  - 第823回「母の鈴」（1972年）
  - 第835回「あによめ」（1972年）
  - 第855回「お母ちゃん笑って」（1973年）
  - 第860回「しぐれ茶屋おりく その4」（1973年）
  - 第878回「秋のふたり」（1973年）
  - 第889回「お母ちゃんごめんネ」（1973年）
  - 第899回「雛の出会い」（1974年）
  - 第917回「お母ちゃんありがとう」（1974年）
  - 第943回「わが世の春」（1975年）
  - 第999回「母の待人」（1976年）
  - 第1063回「花の雨」（1977年）
  - 第1099回「流れゆく日々」（1978年）
  - 第1139回「松本清張おんなシリーズ・足袋」（1978年） - 津田京子
  - 第1176回「ひとりの女」（1979年）
  - 第1200回「女たちの忠臣蔵」（1979年）東芝日曜劇場1200回記念
  - 第1273回「娘からの花束」（1981年）
  - 第1300回「出航」（1981年）
  - 第1341回「ふるさとは祭り」（1982年）
  - 第1346回「波紋」（1982年）
  - 第1392回「かげろうの花」（1983年）
  - 第1398回「もう一度、誘惑」（1983年）
  - 第1409回「愛の献立表」（1984年）
  - 第1476回「赤い夕日」（1985年）
  - 第1500回「花のこころ」（1985年）東芝日曜劇場1500回記念
  - 第1517回「同乗者」（1986年）
  - 第1537回「みんなで一人旅」（1986年）
  - 第1546回「甘い悲しみ…」（1986年）
  - 第1568回「芸者と第九交響曲」（1987年）
  - 第1710回「夫の遺産」（1989年）
  - 第1738回「結婚のあとさき -秋雨前線より-」（1990年）
  - 第1766回「その結婚待った!」（1990年）
  - 第1792回「結婚式ものがたり」（1991年）
  - 第1819回「二組の、ちょっといい夫婦」（1992年）
  - 第1842回「三人でひとり」（1992年）
  - 第1873回「花のひと」（1993年）
  - 第1877回「おんなの家」（1993年） - 単発時代の最終作品。「女と味噌汁」の「てまり」として出演
- 甘柿しぶ柿つるし柿（1969 - 1970年） - キン子
- 一人来い二人来いみんな来い - 中西律子 役
- 出逢い（1981年） - 一色章 役
- 出逢い・めぐり逢い（1983年） - 一色章 役
- はまなすの花が咲いたら - 福山こま子 役
- ああ嫁さん（1988年）
- 妻たちの鹿鳴館 - 伊藤梅子 役 （1988年）
- 月曜ドラマスペシャル夫婦の危機シリーズ（1994 - 1995年）
- 初蕾 - お力 役 （2003年12月8日）
- 水戸黄門 第34部〜第37部&第39部（2005 - 2008年） - 静枝（助三郎の母） 役
- 怒る相談室長 大岡多聞の事件日誌!（2005年1月19日）  - 松田節子 役（特別出演）
- 渡る世間は鬼ばかり 第9シリーズ（2008 - 2009年） - 小宮怜子 役 （岡倉大吉から思いを寄せられている女性）（2008 - 2009年）
- 温泉へGo!（2008年） - 佐倉奈津枝 役
- Wの悲劇（2010年1月11日） - 和辻みね 役 ※テレビドラマ遺作

テレビ東京系列
- 天下の副将軍水戸光圀 徳川御三家の激闘（1992年） - お久 役
- 水曜ミステリー9
  - 「新米事件記者・三咲」（2005 - 2007年） - 杜乃千代子 役

フジテレビ系列
- 日日の背信（1960年） - 屋代幾子 役
- 波の塔（1961年） - 結城頼子 役
- 女が階段を上る時（1961年）
- 釜めし夫婦（1967年） - 千穂 役
- 乱舞（1969年）おんなの劇場
- 芝櫻（1970年） - 正子
- ことしの牡丹はよいぼたん（1983年） - 海老名香葉子 役
- 鬼平犯科帳 第3シリーズ 第15話「炎の色」（1992年） - 荒神のお夏 役
- 金曜エンタテイメント
  - 「姑は名探偵芹澤雅子 八丈島南国リゾート殺人事件」（1997年7月11日） - 芹澤雅子 役
  - 「腕まくり看護婦物語10 婦長旋風編」（2000年9月29日） - 進藤貞子 役
- 渥美清のああ、青春日記（1997年9月24日） - 田所タツ 役
- 白い巨塔（2003 - 2004年） - 黒川きぬ 役
- 薔薇のない花屋（2008年） - 菱田桂子 役
- 任侠ヘルパー（2009年） - 倉田チヨ 役
- 金曜プレステージ
  - 『浅見光彦シリーズ28』中村俊介版（2008年） - 永野依江 役

WOWOW
- 兄帰る - 小佐田千恵 役

### 舞台
- お嫁に行きたい!! - 水上波奈
- 空のかあさま - ミチ
- 女と味噌汁 - 室戸千佳子（てまり）
- 女たちの忠臣蔵 - りく
- 月の光（1999年7月、芸術座）
- 夜の鶴
- 放浪記（2005年） - 日夏京子
- 三平物語（2009年3月、明治座） - 歌
- 母の贈物（2009年10月、三越劇場） - フミ子
- 三婆 （2010年5月7日-16日、中日劇場） - 松子 役※生涯最後の出演作

### アニメ
- 雪の女王（2005年） - 魔法使い

### ラジオ
- ラジオ深夜便「女優が語る私の戦後」（NHKラジオ第1・FM） - 2009年5月

### CM
- 日本専売公社(当時、現JT）「たばこは動くアクセサリー」
- 東京ガス（1961年 - 1962年）[11]
- 東芝（1969年 - 1972年）「東芝 電子レンジ」「東芝テレビ パブリック」「東芝 自動ガス釜おかわり」など。
- 味の素「ほんだし」（1973年 - 1985年）「ほんだし」の初代イメージキャラクターとして、テレビCM・広告・ポスターなどに登場。

## 追悼放送
- 2010年10月4日15:55からTBSテレビで「池内淳子さん追悼特別企画　女と味噌汁 その38」が放送された。
- 2010年10月5日13:20からテレビ朝日で徹子の部屋も「追悼 池内淳子さん」のタイトルで放送された。

## 受賞歴
- 1982年：菊田一夫演劇賞『おさん』
- 1998年：NHK放送文化賞
- 1999年：菊田一夫演劇賞大賞『月の光』『三婆』
- 1999年：第7回橋田賞[12]
- 2002年：紫綬褒章 芸術選奨
- 2008年：旭日小綬章（春）